# Bianka Lamade
Bianka Lamade  (n. 30 de agosto de 1982 en Leonberg, Alemania) es una exjugadora profesional de tenis.
Entró al circuito professional de tenis en enero del 2000 a los 17 años. Solo después de un año en el circuito era la n.º 127 del esclafón mundial de individuales. Cuando jugó su partido debut, siendo la n.º 534 del escalafón venció a la entonces n.º 26 Sabine Appelmans. En el 2001 consiguió su primer y único título del Tour de la WTA en Taskent, venciendo a  Seda Noorlander en la final. Con dichos resultados llegó al n.º 59, que es el máximo de su carrera. Asimismo alcanzó dos finales en dobles, un en 's-Hertogenbosch y en Luxemburgo conjuntamente con Magdalena Maleeva y Patty Schnyder respectivamente.
Fue miembro del equipo alemán de Fed Cup en 2001 y 2002. Jugó un total de seis partidos ganando solo uno contra Alicia Molik de Australia.

## Títulos WTA (1)

### Individuales (1)
| Leyenda (Individuales)    |
| Tier I (0)                |
| Tier II (0)               |
| Tier III (0)              |
| Tier IV and V (1)         |
| Título de Grand Slam (0)  |
| WTA Tour Championship (0) |
| Circuito ITF (3)          |

| No. | Fecha               | Torneo              | Superficie | Oponente en la final | Marcador      |
| 1.  | 17 de junio de 2001 | Taskent, Uzbekistán | Dura       | Seda Noorlander      | 6–3, 2–6, 6–2 |